# Neocorynura discolor
Neocorynura discolor är en biart som först beskrevs av Smith 1879.  Neocorynura discolor ingår i släktet Neocorynura och familjen vägbin. Inga underarter finns listade i Catalogue of Life.